# BPCE
Le groupe BPCE est un groupe coopératif de banque universelle et d’assurance. Il est composé des Banques Populaires, des Caisses d’Epargne et de BPCE. BPCE réunit l’organe central et ses directions, les métiers au service du retail et à dimension mondiale et les groupements de moyens. Le groupe BPCE est issu de la fusion en 2009 de la Caisse nationale des caisses d’épargne et de la Banque fédérale des banques populaires.
Le capital de la BPCE est détenu à parité par les sociétaires des 14 Banques populaires (50 %) et des 15 Caisses d'épargne (50 %).
En 2018, le groupe BPCE est la seconde institution bancaire coopérative française derrière le Crédit agricole. Il est le deuxième acteur bancaire en France.

## Histoire
Le groupe BPCE plonge ses racines dans une longue histoire puisque ses deux marques fondatrices, Caisse d’Epargne et Banque Populaire, ont respectivement plus de 200 ans et près de 150 ans d'existence. De son côté, Natixis est notamment issue du Crédit National fondé en 1919.

### Création et débuts de BPCE (2009-2015)
En réponse aux conséquences de la crise bancaire et financière de l'automne 2008 et de différentes erreurs de gestion commises par chacun des deux ex-groupes Caisse d'épargne et Banque populaire, notamment des pertes massives dans leur filiale commune, Natixis, BPCE est fondé le 31 juillet 2009.
Juridiquement, sa création procède des tenues des assemblées générales extraordinaires des groupes Caisse d'épargne et Banque populaire, qui ont entériné la création du nouvel organe central.
BPCE est ainsi devenu l'organe central du groupe BPCE. Il est chargé de l'élaboration de la stratégie, de la gestion des risques, de la trésorerie et des ressources humaines.
L'État français a détenu des actions de préférence, sans droit de vote. BPCE avait reçu de la part de l'État 7,05 milliards d'euros, dont 4,05 milliards d'euros de titres super subordonnés (TSS) et 3 milliards d'euros d'actions de préférence. Depuis le 23 mars 2011, BPCE a intégralement remboursé l'État.
Les ex-groupes Caisse d'épargne et Banque populaire entérinent le 26 février 2009 l'arrivée à leur tête (président du directoire) de François Pérol, ancien secrétaire général adjoint de la présidence de la République. Après l'injection de 4 à 5 milliards d’euros par l'État, François Pérol qui avait traité le dossier à l’Élysée est nommé à la tête du groupe le 2 mars 2009,. En raison du conflit d'intérêts, la nomination fait l'objet d'une importante polémique et la commission de déontologie de la fonction publique « envisage une démission collective », mais seuls les deux membres représentant la Cour des comptes rendent leur mandat.

### Acquisitions et changement de périmètres (depuis 2015)
En mai 2015, le groupe BPCE vend une participation de 10,7 % dans Nexity pour 206 millions d’euros, ainsi qu'une participation de 4,66 % dans Banca Carige pour 32,7 millions d’euros. Après cette opération BPCE possède 22,7 % du capital de Nexity et 5,10 % de Banca Carige. En juillet 2015, BPCE annonce la vente de 7 % supplémentaires de Nexity.
En juillet 2016, le groupe BPCE annonce l'acquisition de la banque en ligne allemande Fidor Bank pour 150 millions d'euros, créée en 2009 et ayant 120 000 clients.
En septembre 2018, Natixis cède à BPCE SA ses métiers de services financiers. Par ailleurs, le groupe BPCE devient le premier partenaire premium des Jeux olympiques et paralympiques de Paris 2024 pour un coût situé entre 60 et 100 millions d'euros,.
En février 2019, le groupe BPCE annonce l'acquisition d'une participation de 50,1 % dans la banque en ligne Oney Bank, détenue par Auchan.
En février 2021, BPCE annonce l'acquisition de la participation de 29,3 % qu'il ne détient pas dans Natixis, pour 3,7 milliards d'euros. Natixis n'est plus cotée en Bourse à compter du 21 juillet. En fin d'année, BPCE cède à La Banque postale sa participation de 16,1% dans CNP Assurances.
En décembre 2022, Bimpli, filiale du groupe BPCE, est cédée à Swile, dont le groupe BPCE est devenu le premier actionnaire.
En avril 2024, le groupe BPCE annonce la signature d'un accord avec la Société générale pour reprendre sa filiale Société Générale Equipment Finance (SGEF), spécialisée dans les activités de financements spécialisés, pour un montant estimé à 1,1 milliard d'euros.
En janvier 2025, Generali et BPCE annoncent entrer en discussion pour fusionner leurs activités de gestion d'actifs, l'ensemble géré représenterait un portefeuille de 1 900 milliards d'euros.
En juin 2025, le groupe BPCE entre en négociations exclusives pour racheter la banque portugaise Novo Banco au fonds américain Lone Star. Le montant de l'opération atteint 6,4 milliards d'euros pour les 75 % du capital. Cette implantation au Portugal permet au groupe bancaire mutualiste d'acquérir son deuxième plus gros marché domestique en banque de détail après celui de la France.

## Composition du groupe
Depuis la création de l'organe central BPCE SA, les deux réseaux Caisse d'épargne et Banque populaire poursuivent leurs activités de banque de détail, ou « de proximité », et commercialisent des produits, parfois identiques, sous leurs propres marques. Au 31 décembre 2022, le groupe BPCE compte environ 8 000 agences bancaires, 35 millions de clients et 9 millions de sociétaires. Les établissements bancaires du groupe représentent environ 20 % de parts de marché dans la banque de détail en France.
BPCE est composé des entreprises des deux anciens groupes Banque populaire et Caisse d’épargne qui ont fusionné le 31 juillet 2009. L'organe central est détenu à 100 % par les banques régionales, Banques populaires ou Caisses d’épargne.
BPCE détient à son tour les filiales suivantes :
- Natixis
- Banque Palatine
- Oney Bank
- les filiales regroupées dans le pôle Solutions et expertises financières.

## Notation financière
En juillet 2024, l'agence de notation Standard & Poor's relève la notation long terme du groupe BPCE passant de A à A+ avec une perspective stable.

## Plan d'entreprise
En juin 2024, Nicolas Namias, président du directoire de BPCE a présenté le plan stratégique "Vision 2030". Les principaux piliers de cette stratégie reposent sur une diversification de l'offre assurantielle, le recours à l'intelligence artificielle des conseillers, le maintien d'un modèle hybride (agences physiques et offre en ligne). Le plan prévoit le recrutement de 2 millions de clients d'ici à 2030 en s'appuyant notamment sur des partenariats stratégiques avec BNP Paribas (création d'une coentreprise dans le domaine des paiements) ou Leroy Merlin (partenariat pour le financement de la rénovation énergétique des bâtiments).

## Activité de lobbying

### Aux États-Unis
Selon le Center for Responsive Politics, les dépenses de lobbying de la BPCE aux États-Unis s'élèvent en 2017 à 320 000 dollars.

### Auprès des institutions européennes
BPCE est inscrite depuis 2014 au registre de transparence des représentants d'intérêts auprès de la Commission européenne. Elle déclare en 2017 pour cette activité des dépenses annuelles d'un montant compris entre 900 000 et 1 million d'euros.

### En France
Pour l'année 2017, BPCE déclare à la Haute Autorité pour la transparence de la vie publique exercer des activités de lobbying en France pour un montant n'excédant pas 300 000 euros.

## Directions
Le groupe BPCE est une société anonyme à directoire et conseil de surveillance.

### Le comité de direction générale
Composé de 12 membres, cet organe est l'instance exécutive de l'entreprise : 
Nicolas Namias : Président du directoire
Béatrice Lafaurie : directrice générale en charge des ressources humaines
Hélène Madar : directrice générale en charge de la banque de proximité et de l'assurance
Jérôme Terpereau : directeur général en charge des finances
Laurent Benatar : directeur général, charge des technologies et des opérations
Jacques Beyssade : secrétaire général
Corinne Cipière : directrice générale assurances
Fabrice Gourgeonnet : directeur général solutions et expertises financières
Mohamed Kallala : directeur général de Natixis
Franck Leroy : directeur général risques
Philippe Setbon : directeur général délégué Natixis
Yves Tyrode : directeur général Digital and payments

### Présidences
- François Pérol : 2009[39]-2018[40],
- Laurent Mignon : 2018[40]-2022[41],
- Nicolas Namias : depuis 2022[42].

## Affaires judiciaires et controverses

### Affaires touchant aux pratiques managériales et aux discriminations
En décembre 2012, Natixis, principale filiale financière de BPCE SA, est condamné pour discrimination raciale.
En 2013, la nouvelle direction de la Banque Populaire Loire et Lyonnais est perçue comme brutale ; elle se traduit par des départs massifs. En 2017, cette banque régionale fusionne avec deux autres.
En avril puis de nouveau en juillet 2014, BPCE est pointé pour ses « pratiques infractionnistes » en matière de durée du travail, en raison du manque de mesure des temps de repos des salariés.
En 2014, la Caisse d'épargne de Lyon se voit condamnée en appel pour ses pratiques managériales.
En 2015, l'Inspection du travail met en évidence des actes « offensants et humiliants » exercés à la direction du secrétariat général et de la direction juridique (SGDJ) de BPCE SA, matérialisés notamment par des "discriminations" fondées soit sur l'âge, soit sur l'appartenance syndicale. Ces actes entraînent des maltraitances de salariés ; ils se traduisent même par des licenciements individuels, jugés sans cause réelle et sérieuse par la Cour d'appel de Paris.
En novembre 2015, le DRH est remplacé. Le 4 juillet 2016, un nouveau directeur juridique prend ses fonctions.

### Condamnations disciplinaires
Plusieurs Banques populaires ou Caisses d'épargnes de BPCE ont fait l'objet de condamnations par l'Autorité de contrôle prudentiel et de résolution (ACPR).
En juin 2012, la Banque populaire des Alpes est condamnée par la Commission des sanctions de l'ACPR.
En janvier 2013, la Banque populaire de la Côte d'Azur est condamnée par la Commission des sanctions de l'ACPR. Le Conseil d’État rejette le pourvoi formé par la banque.
En novembre 2013, la Caisse d'épargne du Languedoc-Roussillon se voit, à son tour, sanctionnée disciplinairement.

### Affaire François Pérol
Le 6 février 2014, François Pérol est mis en examen pour prise illégale d’intérêts,.
Le 7 novembre 2014, le parquet demande au juge d'instruction de renvoyer François Pérol devant le tribunal correctionnel, pour « prise illégale d'intérêts », réquisition suivie le 3 février 2015.
L'audience publique se tient du 22 juin au 2 juillet 2015 au tribunal correctionnel de Paris. Elle offre l'occasion de décrire « un système poreux entre sphère privée et sphère publique » selon les journalistes, de critiquer la présidence de Nicolas Sarkozy, ou encore, plus substantiellement, de dénoncer la proximité malsaine entre les grands corps de l’État et les banques.
Les réquisitions du parquet sont sévères : deux années de prison et 30 000 € d'amende. La procureure affirme : « Il nous appartient donc d'affirmer la responsabilité de celui qui a transgressé la valeur fondamentale qui est l'impartialité de celui qui agit dans la sphère publique au nom de l'intérêt de l'État », ajoutant que « ce niveau de responsabilité appelait une exemplarité sans faille et rien ne vient justifier l'entorse commise. Elle n'en est que plus grave. » Pour l'analyste de l'économie sociale et solidaire, Michel Abhervé, la situation décrite durant ce procès résulte de l'éloignement des groupes bancaires concernés, notamment Banque populaire, des valeurs coopératives.
Après la relaxe de François Pérol, le parquet fait appel en septembre 2015. Cette procédure installe des dissensions durables à l'intérieur du groupe BPCE.
L'affaire François Pérol est jugée en appel, à partir du 1er mars 2017. Le 9 mars 2017, le parquet réclame, en appel, les mêmes peines que celles requises en première instance : deux années de prison avec sursis, 30 000 € d'amende et l'interdiction d'exercer une fonction publique. Le 30 juin 2017, il est relaxé par la cour d'appel de Paris.

### Gestion pour compte de tiers
- La gestion du fonds commun de placement (FCP) « Doubl'Ô Monde » créé une affaire judiciaire, classée sans suite par l'Autorité des marchés financiers (AMF) au motif de la prescription de l'action civile. L'affaire est relancée judiciairement en janvier 2015.
- En avril 2015, les pratiques de Natixis Asset Management font l'objet d'audits approfondis, notamment quant à des « réserves » qui auraient été constituées au détriment des épargnants, via des fonds à formule. Selon Mediapart, près de 100 millions d'euros auraient été prélevés sur des fonds à formule, outre des anomalies dans leurs méthodes de gestion[71], alors que l'Agefi relève pour sa part qu'un audit externe réalisé par le cabinet Ernst&Young « n’aurait pas mis au jour d’irrégularités graves »[72].
- Le 14 mars 2016, Natixis annonce le remplacement du dirigeant de Natixis Asset Management, après son départ précipité, le 11 mars 2016[73]. Le 20 juillet,  l'AMF envoie Natixis Asset Management en commission des sanctions[74].

Lors de sa séance de Commission des sanctions du 23 juin 2017, l'AMF réclame 35 millions d'euros de sanction contre Natixis Asset Management, précisant : « Il n'y a aucun doute que ces commissions de rachats bénéficiaient à Natixis AM, en contradiction avec ce qui figurait dans le prospectus de présentation du fonds », jugeant « particulièrement choquant » le fait que les principes fondateurs de la gestion d'actifs aient ainsi été remis en cause. La décision finale de la Commission des sanctions est attendue.

### Activités financières
Dans un arrêt du 16 décembre 2016, la cour d'appel de Paris condamne Natixis, filiale bancaire cotée du groupe BPCE, à réintégrer un lanceur d'alerte. C'est alors la première fois, en France, qu'un tribunal condamne une entreprise ayant licencié un lanceur d'alerte à le réintégrer dans ses effectifs, à poste équivalent.

### Discrimination femme-homme en matière salariale
En mai 2020, le magazine d'investigation Cash Investigation diffuse un sujet sur les discriminations de salaire entre les hommes et les femmes, mettant en exergue les inégalités de rémunération au sein de deux entités du groupe BPCE, Natixis et Caisse d'épargne, avec un écart de rémunération respectif de 43 % et 18 %. À ce sujet, une action de groupe est lancée en 2019 au sein de Caisse d'épargne par la Confédération générale du travail (CGT)[réf. nécessaire].

### Impact carbone
En novembre 2019, l'ONG Oxfam France publie en collaboration avec Les Amis de la Terre - France un rapport indiquant que les principales banques françaises ont une empreinte carbone très importante : « en 2018, les émissions de gaz à effet de serre issues des activités de financement des quatre principales banques françaises – BNP Paribas, Crédit agricole, Société générale et BPCE – dans le secteur des énergies fossiles ont atteint plus de 2 milliards de tonnes équivalent CO2, soit 4,5 fois les émissions de la France ».
Dans une étude publiée par l'organisation britannique InfluenceMap, la BPCE se distingue aux côtés de BNP Paribas et Aviva Investors pour un lobbying en faveur des réglementations européennes sur la finance durable.

### Implication dans des investissements financiers climaticides en Colombie
BPCE est mis en demeure en mai 2023 par l'ONG Tierra Digna pour son implication dans des investissements financiers climaticides dans l'entreprise suisse Glencore, accusée « de graves dommages à l'environnement, notamment en termes de santé publique » en Colombie. L'ONG reproche à Glencore d'avoir contaminé « des sources d'eau, tant superficielles que souterraines, par des matériaux tels que le plomb et d'autres substances toxiques » à travers des activités irrégulières dans les mines de La Jagua et de Calenturitas,.